# Kadapatti, Jamkhandi
Kadapatti là một làng thuộc tehsil Jamkhandi, huyện Bagalkot, bang Karnataka, Ấn Độ.